# Transparency International
Transparensi internešonal (engl. Transparency International) nevladina je organizacija koja prati i objavljuje korporativnu i političku korupciju u međunarodnom razvoju. Prvobitno osnovana u Nemačkoj u maju 1993, kao neprofitna organizaciju Transparency International
je sada međunarodna nevladina organizacija. Ona objavljuje godišnji indeks percepcije korupcije, uporednu listu korupcije u svetu. Sedište se nalazi u Berlinu, Nemačka.
Organizacija definiše korupciju kao zloupotrebu poverene moći za privatnu dobit koja je na kraju pogađa svakoga koji zavisi od integriteta ljudi u poziciji vlasti.
Transparensi internešonal se sastoji od nezavisnih organizacija osnovanih na lokalnom nivou - koje se bave korupcijom u svojim zemljama. Od malih mita do velikih pljački, korupcija se razlikuje od zemlje do zemlje. Te organizacije su popunjene lokalnim stručnjacima koji su adekvatno organizovani za utvrđivanje prioriteta i najboljih prilaza borbi protiv korupcije u vlastitim zemljama. Ovaj rad se kreće u rasponu od poseta ruralnim zajednicam radi pružanja besplatne pravne pomoći do savetovanje vlade o reformama politike.
Korupcija se ne zaustaavlja na nacionalnim granicama. Nacionalni ogranci Transparensi internešonala igraju ključnu ulogu u oblikovanju kolektivnog rada i ostvarivanje njenog regionalnih i globalnih ciljeva, kao što su Strategija 2015. Multinacionalnim istraživanjima i inicijativama Transparensi internešonala rukovode nacionalni ogranci u datim zemljama.
U 2013. godini Transparensi internešonala objavio je Vladin odbranveni antikorupcioni indeks kojim je merena korupcija u sektoru odbrane 82 zemlje. Neke vlade izrazile su kritiku prema metodologiji izveštaja. Mark Piman branio je izveštaj u intervjuu i naglasio značaj transparentnosti u vojnom sektoru. Plan je da se objavljuje indeks svake dve godine.

## Istorija
| iznad 89 jednak ili između 80 i 89 jednak ili između 70 i 79 jednak ili između 60 i 69 jednak ili između 50 i 59 jednak ili između 40 i 49 | jednak ili između 30 i 39 jednak ili između 20 i 29 jednak ili između 10 i 19 manji od 10 nema podataka |

Transparensi internešonal je osnovan u maju 1993, uz učešće Petra Eigen, bivšeg regionalni direktora u Svetskoj banci.
Godine 1995, Transparensi internešonal je razvio indeks percepcije korupcije (CPI). IPC rangira nacije prema rasprostranjenosti korupcije u svakoj zemlji, na osnovu anketa poslovnih ljudi. IPC je kasnije objavljivan godišnje. On je kritikovan zbog loše metodologije i nepravednog tretmana zemalja u razvoju, dok je istovremeno pohvaljivan zbog isticanja korupcije i sramoćenja vlada.
Godine 1999. Transparensi internešonal je počeo da objavljuje indeks davalaca mita (BPI) koji ukazuje na percepciju o tome da li će firme koje potiču iz neke od vodećih zemalja izvoznica podmićivati zarad dobijanja poslova u inostranstvu.

## Organizacija
Transparensi internešonal se sastoji od preko 100 nezavisnih nacionalnih ogranaka, kao i međunarodnog sekretarijata u Berlinu, Nemačka. Svaki ogranak se bavi korupcijom u svojoj zemlji, izgradnjom metode relevantne za njihov nacionalni kontekst, kako bi došlo do promene. Polazeći od malih mita do pljačke velikih razmjera, korupcija se razlikuje od zemlje do zemlje. Sekretarijat pruža podršku i kooperaciju među ograncima i direktno sarađuje sa ovim u cilju približavanja korupciji na globalnom i regionalnom nivou. Ogranak u Srbiji postoji od 2002. godine i deluje pod nazivom Transparentnost Srbija.
Kako su u ograncima zaposleni lokalni stručnjaci, oni su u idealnoj poziciji da odrede prioritete i pristupe koji najbolje odgovaraju problemima korupcije u njihovim zemljama. Ovaj se rad kreće od poseta ruralnim zajednicama do pružanja besplatne pravne podrške za savetovanje njihove vlade o reformi politike. Korupcija se ne zaustavlja na državnim granicama. Poglavlja igraju ključnu ulogu u oblikovanju kolektivnog rada i ostvarivanju njegovih regionalnih i globalnih ciljeva, kao što je Strategija 2015. Međudržavna istraživanja i zagovaranje organizacije Transparensi internešonal vode lokalni ogranci.
Prema podacima Godišnje izveštaja za 2012. godinu, organizaciju financiraju zapadne vlade (sa skoro €5 miliona od UK vlade) i nekoliko međunarodnih kompanija, uključujući naftne kompanije Ekson Mobil i Šel, hedž fondovi KKR i Wermuth Asset Management, Deloitte i Ernst & Young. Međutim, čini se da to ne utiče na njihovu praksu, jer je sam Ekon Mobil 2008. godine bio rangiran kao najmanje transparentan od 42 glavne naftne i gasne kompanije.

## Literatura
- „Corruption Perception Index”. transparency.org. Приступљено 28. 1. 2020.
- Transparency International (2011). „Corruption Perceptions Index”. Transparency International. Архивирано из оригинала 13. 12. 2011. г. Приступљено 1. 12. 2011.
- „1995 – CPI”. Transparency.org (на језику: енглески). Приступљено 7. 7. 2022.
- Transparency International. „Corruption Perceptions Index 2022: Full Source Description”. Corruption Perceptions Index: 1.
- Transparency International. „Corruption Perceptions Index: Frequently Asked Questions”. Corruption Perceptions Index: 1.
- „CPI 2010: Long methodological brief”: 7.
- Transparency International (2010). „Frequently asked questions (FAQs)”. Corruption Perceptions Index 2010. Transparency International. Архивирано из оригинала 2. 9. 2011. г. Приступљено 24. 8. 2011.
- „Frequently Asked Questions: TI Corruption Perceptions Index (CPI 2005)”. Архивирано из оригинала 06. 10. 2020. г. Приступљено 22. 11. 2005.
- Wilhelm, Paul G. (2002). „International Validation of the Corruption Perceptions Index: Implications for Business Ethics and Entrepreneurship Education”. Journal of Business Ethics. Springer Netherlands. 35 (3): 177—189. S2CID 151245049. doi:10.1023/A:1013882225402.
- Cobham, Alex (23. 7. 2013). „Corrupting Perceptions: Why Transparency International's Flagship Corruption Index Falls Short”. cgdev.org.
- Shao, J.; Ivanov, P. C.; Podobnik, B.; Stanley, H. E. (2007). „Quantitative relations between corruption and economic factors”. The European Physical Journal B. 56 (2): 157. Bibcode:2007EPJB...56..157S. S2CID 2357298. arXiv:0705.0161 . doi:10.1140/epjb/e2007-00098-2.
- Podobnik, B.; Shao, J.; Njavro, D.; Ivanov, P. C.; Stanley, H. E. (2008). „Influence of corruption on economic growth rate and foreign investment”. The European Physical Journal B. 63 (4): 547. Bibcode:2008EPJB...63..547P. S2CID 3038265. arXiv:0710.1995 . doi:10.1140/epjb/e2008-00210-2.
- „Transparency International's Corruption Perceptions Index: Whose Perceptions Are They Anyway?” (PDF). 2005. Архивирано из оригинала (PDF) 19. 4. 2020. г.
- Hough, Dan (27. 1. 2016). „Here's this year's (flawed) Corruption Perception Index. Those flaws are useful.”. The Washington Post (на језику: енглески). ISSN 0190-8286. Приступљено 27. 1. 2016.
- Werve, Jonathan (23. 9. 2008). „TI's Index: Local Chapter Not Having It”. Global Integrity. Архивирано из оригинала 14. 5. 2013. г.
- Cobham, Alex (22. 7. 2013). „Corrupting Perceptions”. Foreign Policy. Архивирано из оригинала 04. 12. 2014. г. Приступљено 11. 07. 2023.
- Hamilton, Alexander (2017). „Can We Measure the Power of the Grabbing Hand? A Comparative Analysis of Different Indicators of Corruption” (PDF). World Bank Policy Research Working Paper Series.
- Campbell, Stuart (2013). „Perception is Not Reality: The FCPA, Brazil, and the Mismeasurement of Corruption”. Minnesota Journal of International Law. Rochester, NY: Elsevier. 22 (1): 247—282.
- „2015 Corruptions Perceptions Index - Explore the results”. Transparency.org (на језику: енглески). Приступљено 5. 1. 2023.
- „Corruption Perceptions Index (latest)”. Transparency International. Приступљено 31. 1. 2023.

## Spoljašnje veze
- A Users' Guide to Measuring Corruption critiques the CPI and similar indices.
- Corruption Perceptions Index 2022
- Global Integrity Index
- Interactive world map of the Corruption Perception Index: 2000–2008 Архивирано 12 април 2010 на сајту
- List of Global Development Indexes and Rankings
- Official site
- Transparency International (2010). Corruption Perceptions Index 2010: Long methodological brief (PDF) (Извештај). Transparency International. Архивирано из оригинала (PDF) 3. 12. 2010. г. Приступљено 24. 8. 2011.